# Аллен, Вуди
Хе́йвуд (Ву́ди) А́ллен (англ. Heywood "Woody" Allen; при рождении — А́ллан Стю́арт Ко́нигсберг (англ. Allan Stewart Konigsberg); род. 30 ноября 1935, Бронкс, Нью-Йорк, Нью-Йорк, США) — американский кинорежиссёр, актёр-комик, сценарист, четырёхкратный обладатель премии «Оскар», писатель, автор многочисленных рассказов и пьес. Вуди Аллен известен как знаток литературы и кинематографа, музыки, а также как джазовый кларнетист.
Аллен заслужил любовь публики своими остроумными комедиями, содержащими элементы абсурда и сатиры, а также психологическими драмами, созданными не без влияния творчества Ингмара Бергмана. На стыке этих двух жанров, как считается, Аллен создал новый жанр — «интеллектуальную комедию». Кроме того, уважение его коллег вызывает сам огромный объём работы, проделанной им в кино, и высокая скорость производства фильмов.
Аллен, как правило, не только является режиссёром и сценаристом своих картин, но и снимается в них. Среди излюбленных тем его фильмов и многочисленных шуток — психоанализ и психоаналитики, секс и собственные еврейские корни. Особое место в его творчестве занимает город Нью-Йорк, в котором режиссёр прожил всю жизнь и который воспел в лучших своих картинах (в частности, в «Нью-Йоркской трилогии», куда входят фильмы «Энни Холл», «Интерьеры» и «Манхэттен»).
Вуди Аллен неоднократно был признан одним из величайших и наиболее влиятельных кинорежиссёров современности.

## Биография
Аллен родился и вырос в Нью-Йорке (квартал Мидвуд в Бруклине). Будущий режиссёр получил при рождении имя Аллен Стюарт Конигсберг. Дедушки и бабушки Аллена были эмигрантами из Литвы (Исаак Кенигсберг и Дженни Коплин) и Австрии (Леон Шерри и Сара Хофф), родным языком которых был идиш. Его мать Нетти (1906—2002) работала бухгалтером в семейном кондитерском магазине, а отец — Мартин Конигсберг (1900—2001) — владел профессиями официанта и гравёра-ювелира. Оба его родителя выросли в квартале Нижний Ист-Сайд, на Манхэттене.
У Аллена также есть младшая сестра Летти (род. 1943). С середины 1990-х годов Летти Аронсон занимается продюсированием фильмов брата. Снялась в документальном фильме об Аллене (2012).

### Школьные годы

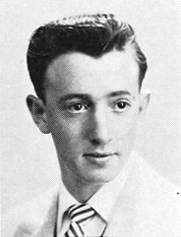
Аллен в 1953 году

Аллен с детства говорил на идише и первые восемь лет посещал еврейскую школу, после чего перешёл в старшую школу в Мидвуде. В школе Аллен носил прозвище «Рыжий» (англ. Red).
Когда меня отправили в многоконфессиональный летний лагерь, я был жестоко избит детьми всех рас и религий.
Хотя потом на сцене и в своих фильмах он изображал себя как человека физически слабого и некомпанейского, в школе он отлично играл в бейсбол и баскетбол, показывал другим ученикам различные фокусы и был окружён товарищами.
Чтобы заработать деньги, он начал писать шутки для газетных колонок. В этот период он берёт себе псевдоним Вуди Аллен. По его собственному утверждению, первая шутка Аллена была опубликована в разделе для сплетен. Она содержала труднопереводимую игру слов и дословно означала: «Вуди Аллен говорит, что поел в ресторане, где цены категории В. Ч. З. — выше человеческой зарплаты». Когда Аллену было шестнадцать лет, его талант «открыл» комик Милт Кэмен, который устроил начинающего писателя-юмориста в популярное шоу к Сиду Сизару.
В семнадцать лет сменил имя на Хейвуд Аллен.

### После школы
По окончании старшей школы Аллен поступает в Нью-Йоркский университет, где изучает курсы коммуникации и кинематографии. Аллен не отличался особым прилежанием, «провалил» кинематографию и был через некоторое время исключён. Позже он непродолжительное время посещал Городской колледж Нью-Йорка.
В это время Аллен начинает активную деятельность в литературе, кино и на сцене. Более подробно об этом — в разделе «Творчество».

### Личная жизнь
Первой женой Аллена стала Харлин Розен, с которой они познакомились на любительском джазовом концерте, где Аллен играл на саксофоне, а Розен — на фортепиано. Они поженились 15 марта 1956 года в Голливуде, после чего переехали в Нью-Йорк, где Аллен работал над шутками для различных шоу, а его жена изучала философию. Этот брак продлился пять лет; последующие упоминания Аллена о нём всегда отличались большой едкостью. Уже после развода Розен подавала на Аллена в суд за некоторые из таких высказываний, оценивая свои претензии в 1 миллион долларов.
Со своей второй женой, актрисой Луизой Лассер, Вуди Аллен прожил в браке три года, с 1966 по 1969 год. Лассер сыграла в четырёх его фильмах («Хватай деньги и беги» (1969), «Бананы» (1971), «Всё, что вы всегда хотели знать о сексе, но боялись спросить» (1972), «Воспоминания о звёздной пыли» (1980)). После Лассер он не вступал в брак до 1997 года.
Отношения Вуди Аллена с Дайан Китон, начавшись с её появления в спектакле Аллена «Сыграй ещё раз, Сэм» в 1970 году, оказали существенное влияние на творчество режиссёра. Несмотря на то, что романтические отношения между Алленом и Китон были недолгими, их дружба и активное творческое сотрудничество продолжались ещё многие годы. Дайан Китон снялась у Вуди Аллена в таких фильмах, как «Спящий» (1973), «Любовь и смерть» (1975), «Интерьеры» (1979), а позднее — в фильмах «Дни радио» (1987) и «Загадочное убийство на Манхэттене» (1993).
Благодаря Китон режиссёр Вуди Аллен создал качественно новый для себя фильм «Энни Холл» (1977), который он сам считает «поворотной точкой» в развитии своего авторского стиля. Эта ироническая комедия была названа настоящим именем Дайан Китон — Энни Холл — взявшей себе псевдоним в честь знаменитого комика, и содержит довольно много эпизодов из биографии Дайан Китон и Вуди Аллена. «Энни Холл» получил восторженные отзывы критиков, очень тёплый приём у публики и почти рекордное количество различных премий. 

Более подробно об этом — в разделах «Творчество» и «Международное признание».

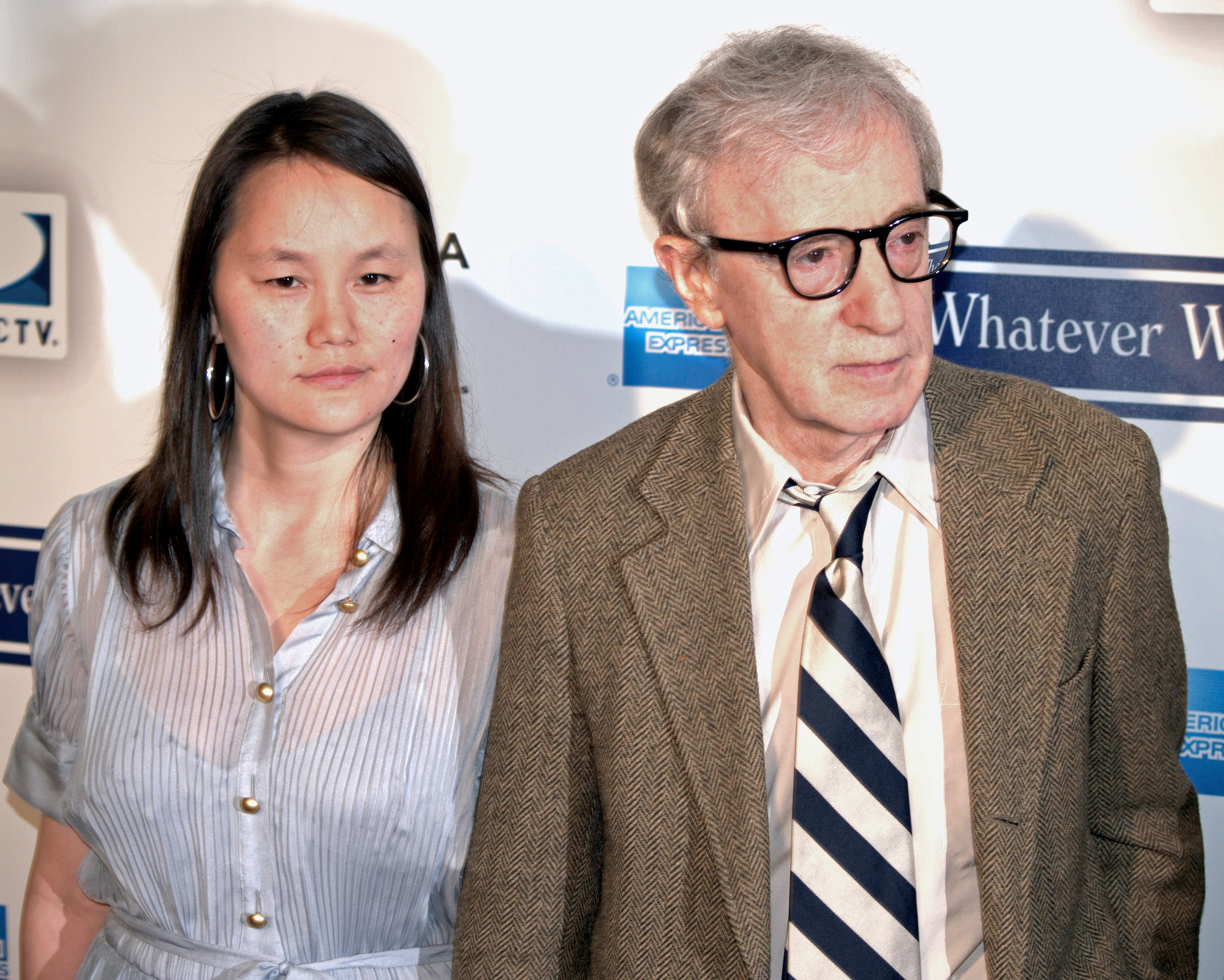
Вуди Аллен со своей женой Сун-и Превен (2009 год)

В 1980 году начались 12-летние отношения Аллена с актрисой Миа Фэрроу, которая сыграла главные роли в 13 его фильмах, среди которых можно отметить картины «Зелиг» (1983), «Пурпурная роза Каира» (1985), «Ханна и её сёстры» (1986). Они никогда не были женаты официально, однако жили в фактическом браке, и у них есть общий сын — Ронан Фэрроу, а также двое приёмных детей — Мэлоун (Дилан) и Миша (Мозес) Фэрроу.
«Развод» Вуди Аллена и Миа Фэрроу в 1992 году сопровождался громким скандалом и судебными процессами, в результате которых Аллен был лишён возможности видеться с приёмными детьми, а встречи c сыном Ронаном были сильно ограничены.
Сын Мозес, которому тогда было 15 лет, предпочёл не видеться с Алленом, но к 36 годам он отдалился от матери и в итоге снова начал общаться с отцом и сестрой.
Однажды Фэрроу попыталась аннулировать документы об усыновлении, но суд решил в пользу Аллена.
Факт биологического отцовства Аллена по отношению к Ронану оказался под вопросом в 2013 году, когда Фэрроу заявила, что его биологическим отцом мог быть её первый муж Фрэнк Синатра, с которым она, по её выражению, «никогда не расставалась».
Причиной разрыва с Миа Фэрроу стал роман Аллена с 22-летней Сун-и Превен, приёмной дочерью Фэрроу и её бывшего мужа, знаменитого музыканта и в прошлом главного дирижёра Лос-Анджелесского филармонического оркестра — Андре Превена. В 1993 году Фэрроу публично обвинила Аллена в растлении малолетних, однако доказательств своих обвинений не представила (1 февраля 2014 приёмная дочь Дилан также заявила о сексуальных домогательствах в детстве со стороны Аллена; режиссёр назвал обвинения ложными). В 1997 году Сун-и Превен и Вуди Аллен поженились. В дальнейшем они также удочерили двух девочек, назвав их Беше и Мэнзи в честь джазовых музыкантов Сиднея Беше и Мэнзи Джонсон.
Сын Вуди Аллена и Миа Фэрроу — Ронан Шеймус Фэрроу (род. 1987) — попал в список самых успешных людей в возрасте до 30 лет, составленный журналом Forbes в 2011 году (он занимал пост специального советника по делам молодёжи при госсекретаре США Хиллари Клинтон). В ноябре 2011 года получил стипендию Родса, для обучения в Оксфордском университете.
Вуди Аллен является атеистом, о чём свидетельствуют многочисленные интервью, а также участие в документальной картине «Неверующие», вышедшей в 2013 году.
Личная жизнь Аллена стала темой документального мини-сериала «Аллен против Фэрроу» (2021).

### Влияния
Аллен сказал, что на него оказали влияние такие комики, как Боб Хоуп, Граучо Маркс, Морт Сал, Чарли Чаплин, У. К. Филдс, драматург Джордж С. Кауфман, писатель-сатирик Сидней Джозеф Перлман и режиссёр Ингмар Бергман.

## Творчество

### Работа в литературе и театре

#### Бродвей
В 1966 году его пьеса «Не пейте эту воду», премьера которой состоялась 17 ноября 1966 года, сделала его одним из самых удачливых драматургов на Бродвее, выдержав впоследствии 598 представлений. В постановке принимали участие Лу Якоби, Кэй Медфорд, Анита Джиллетт и в дальнейшем не раз снимавшийся у Аллена Энтони Робертс. Киноверсия пьесы с участием Джеки Глисона, поставленная режиссёром Говардом Моррисом, была выпущена в прокат в 1969 году. В 1994 году Аллен сам поставил на телевидении третью версию этой пьесы с участием Майкла Джей Фокса и Майим Бьялик.
Следующим бродвейским хитом Вуди Аллена стала пьеса «Сыграй ещё раз, Сэм», в которой он также и сыграл. Премьера спектакля, в котором сыграли Дайан Китон и Энтони Робертс, состоялась 12 февраля 1969 года. Всего было показано 453 представления. Китон, Робертс и Аллен позже сыграют свои роли вновь уже в киноверсии пьесы. Пьеса была выдвинута на театральную премию «Тони» 1969 года в номинациях «Лучшая мужская роль» (Робертс), «Лучшая женская роль» (Китон), «Лучшая режиссёрская работа» (Джозеф Харди).
В 70-х Аллен написал несколько одноактных пьес (наиболее примечательные — «Бог» и «Смерть», вошедшие в сборник «Без перьев»).
В 1981 году на Бродвее был поставлен спектакль по пьесе Аллена «Свет плавучего маяка», который имел успех у критиков, но не у публики. Несмотря на две номинации на «Тони» и победу в категории «Лучшая мужская роль», состоялось всего 62 представления.
После долгого перерыва Аллен вернулся в театр в 1995 году с одноактной пьесой «Централ Вест Парк».
Хотя в следующие восемь лет Аллен сам не принимал участие в сценических постановках, его произведения ставились на различных площадках мира: спектакль «Бог» шёл на сцене Бразильского культурного центра в Рио-де-Жанейро, в Италии и Франции сделаны театральные версии фильма «Пули над Бродвеем».
В 2003 году Аллен поставил по двум своим пьесам («Олд Сэйбрук» и «Риверсайд Драйв») спектакль «Уголок Автора», который имел успех у публики.

#### Музыка
Вуди Аллен — большой поклонник классической и джазовой музыки, что заметно уже по звуковым дорожкам к его фильмам. О степени его увлечённости музыкой говорит то, что сам псевдоним он выбрал себе в честь американского джазового кларнетиста и саксофониста Вуди Хермана.
Кроме того, Аллен с юности играет на кларнете, и начиная приблизительно с конца 1960-х периодически выступает на разных концертных площадках (как правило, в клубах). Ансамбль Аллена «Нью Орлинз Джаз Бэнд» каждую неделю играет старомодный джаз в Карлайл-отеле в Нью-Йорке. В 1997 эта сторона деятельности Аллена была запечатлена в документальном фильме «Блюз дикого человека (Wild Man Blues)», снятом Барбарой Копл. Вуди Аллен и «Нью Орлинз Джаз Бэнд» записали два альбома, «The Bunk Project» (1993) и саундтрек к «Блюзу дикого человека» (1997). В июне 2008 они выступали два вечера на международном джазовом фестивале в Монтрё. В течение многих лет он хотел сделать фильм о происхождении джаза в Новом Орлеане.
Биографическая кинокартина «Блюз дикого человека» получила своё название от джазовой композиции, впервые сыгранной легендарным пианистом Джелли Роллом Мортоном (Jelly Roll Morton), а также в известном исполнении джазового трубача Луи Армстронга (Louis Armstrong). Любовь Аллена к джазу Нового Орлеана начала XX века отражена в его турне по Европе в 1996 году вместе с собственным ансамблем New Orleans Jazz Band, с которым Аллен выступает уже более 25 лет.
О пристрастии Аллена к опере можно также судить по музыкальным фрагментам, которые режиссёр иногда включает в свои фильмы (например, сцена убийства в картине «Матч-пойнт»).
В сентябре 2008 года в Лос-Анджелесском оперном театре состоялась премьера оперы Пуччини «Джанни Скикки», поставленной Вуди Алленом. Данная работа стала для режиссёра своего рода «двойным дебютом», поскольку он не только никогда не работал на оперной сцене, но даже никогда раньше не ставил чужие пьесы. Тем не менее постановка была признана некоторыми критиками одним из самых значительных событий в мире классической музыки в 2008 году.

### Работа в кино
Как отмечают многие критики, творчество Аллена представляет собой образец «авторского кино». Как правило, он сам пишет сценарий, сам режиссирует и сам снимается в главной роли большинства своих фильмов. Аллен считается создателем жанра «интеллектуальной комедии», в котором серьёзность тем, затрагиваемых автором и персонажами, уживается с насмешливой, иронической формой. Аллен также известен как создатель глубоких психологических драм. В его творчестве ярко проявляется его знание литературы, музыки и кино. Каждый его фильм содержит скрытые или явные отсылки к фильмам великих предшественников и современников, произведениям классической и современной литературы, а также массу намёков на последние события в обществе.
В разные периоды в творчестве Вуди Аллена преобладало разное настроение. В начале кинематографического пути Аллен был весёлым последователем традиций братьев Маркс и комедии абсурда. В конце 1970-х, по выражению критика М. Брашинского, «в Аллена вселился Бергман». Аллен всегда преклонялся перед талантом шведского режиссёра, но в этот период в его фильмах особенно заметно влияние драматургии Бергмана и Стриндберга, а также Чехова. В это время появляются его «нью-йоркские картины» с их особым поэтическим настроением.
В дальнейшем он довольно долго не снимает чистых жанровых фильмов; в его драмах улыбка всегда присутствует, но это уже далеко не безудержный смех времён «Всё, что вы всегда хотели знать о сексе, но боялись спросить». Только в 1990-х он снимает ряд кинолент, которые можно определить как полновесные комедии. В некоторой степени разочаровав поклонников сложившегося стиля Вуди Аллена, они тем не менее привлекли массового зрителя.
В 2000-х годах Аллен начинает снимать в Европе (Великобритании и Испании), продемонстрировав новое изменение в авторском стиле.
Независимо от успехов его последних фильмов Аллен воспринимается публикой как один из классиков мирового кино, творческий вклад которого гарантирует ему место в истории кинематографа.

#### Дебют
Первой работой Аллена в кино стал фильм «Что нового, киска?» (1965). Аллена привлёк продюсер картины Чарльз Фельдман, поставив перед ним задачу доработать существующий сценарий фильма и переписать в нём главную мужскую роль, которая предназначалась Уоррену Битти. Кроме того, Аллену была предоставлена и собственная маленькая роль. Однако в процессе переделки сценария Аллен существенно укрупнил свою роль за счёт роли Битти.
Когда Битти обнаружил, что получает роль второго плана, то есть совсем не то, на что рассчитывал, между ним и студией возник серьёзный конфликт, который разрешился в пользу Аллена. Студия сочла, что сценарий, созданный Алленом, гораздо выигрышнее первоначальной версии.
После этого Уоррен Битти вышел из проекта, а взамен него на роль был приглашён Питер О’Тул. Прежде малоизвестный Вуди Аллен впервые показал себя фигурой, которая способна «выдавить» из фильма даже звезду, с которой стоит считаться. Однако Аллену пришлось и дальше дорабатывать сценарий, так как вместе с О’Тулом в картину вошёл Питер Селлерс, не меньшая звезда и требовательный артист, который добавил в фильм много собственных идей (не всегда разделяемых Алленом).
В конечном итоге «Что нового, киска?» вышла вполне успешной эксцентрической комедией с отличным актёрским составом (кроме Селлерса, О`Тула и Аллена в фильме сыграли Роми Шнайдер, Капучине, Урсула Андресс и др.), где нашли применение и эротические шутки, и элементы пародии (например на «Восемь с половиной» Феллини и фильмы бондианы), и гэги в стиле немого кино.
Сразу после «Киски» Вуди Аллен попробовал свои силы в качестве режиссёра в скромном проекте под названием «Что случилось, тигровая лилия?», который вышел в 1966 году. Проект не был очень рискованным, так как Аллен не снимал полноценный новый фильм, а переозвучивал уже готовый японский шпионский боевик «Тайная международная полиция: Ключ от всех ключей» (Kokusai himitsu keisatsu: Kagi no kagi, 1965). Текст диалогов, сочинённых Алленом, не имел ничего общего с сюжетом фильма, и их сочетание оставляло комическое впечатление. Этот приём не был оригинален, так как достаточно широко применялся в то время на американском телевидении и был хорошо знаком Аллену (впоследствии он был использован ещё во множестве кинофильмов и телепередач в разных странах, стоит отметить итальянскую картину «Геркулес возвращается» или «переводы Гоблина» в России). Аллен изначально считал замысел фильма неудачным, и работал без особого энтузиазма, под давлением продюсера.
В 1967 году Аллен снова сотрудничает с Фельдманом в фильме «Казино „Рояль“», где сыграл эпизодическую роль и переписал несколько эпизодов.
Вуди Аллен остался недоволен всеми тремя фильмами, в создании которых участвовал. Приобретённый опыт привёл его к мысли, что делать фильмы ему нужно самому, контролируя весь процесс, при минимальном участии продюсеров.

#### 1960-е и 1970-е
Если бы человек день и ночь думал о смерти, он стал бы Вуди Алленом.
Начиная с 1969 года фильмы Вуди Аллена продюсировала кинокомпания Jack Rollins & Charles H. Joffe Productions.
Первой попыткой был фильм «Хватай деньги и беги» (1969), затем последовали фильмы «Бананы», «Всё, что вы всегда хотели знать о сексе, но боялись спросить», «Спящий», «Любовь и смерть». Фильмы «Хватай деньги и беги» и «Бананы» были созданы в соавторстве с другом детства Микки Роузом.
В 1972 Вуди Аллен сыграл главную роль в киноверсии спектакля «Сыграй ещё раз, Сэм», режиссёром которой был Герберт Росс. Все ранние фильмы Аллена это комедии, которые основывались на грубоватом фарсе, изобретательных шутках, и бесконечных остротах. Среди тех, кто оказал влияние на ранний период творчества Вуди Аллена, были Боб Хоуп, братья Маркс и Хамфри Богарт. В 1976 году он снимается в главной роли в фильме Мартина Ритта «Подставное лицо», сатирический острый фильм, рассказывающий о Голливудском чёрном списке, существовавшем в 50-е годы.
С фильмом «Энни Холл» произошёл поворот к более искушенному юмору и глубокой драме. В 1978 году этот фильм Вуди Аллена получил четыре награды Американской Киноакадемии, в номинации «Лучший фильм», что очень необычно для комедии, и в номинации «Лучшая актриса» (Дайан Китон). «Энни Холл» установил новый стандарт для современной романтической комедии, а также дал начало небольшому модному трэнду основанному на уникальной одежде, которую носила в этом фильме героиня Дайан Китон (эксцентричная, мужская одежда, как например галстуки и кардиганы, в действительности были собственной одеждой актрисы). В процессе съемок рабочим названием фильма было «Anhedonia» (ангедония — термин, означающий невозможность получения удовольствия), а сюжет фильма строился вокруг загадочного убийства. По-видимому, в процессе съемок тема убийства не получила развития (она была позднее использована в фильме 1993 года «Загадочное убийство в Манхэттене»), так как Аллен переделал и перемонтировал фильм, полностью сфокусировавшись на романтических отношениях между героями Аллена (Элви Сингер) и Китон (Энни Холл). Новая версия фильма получила название «Энни Холл» (так звали бабушку актрисы Дайан Китон), а ангедония стала главной темой фильма. Этот фильм занимает 35 место в категории «100 лучших фильмов» по мнению Американской Киноакадемии и четвёртое место в категории «100 лучших комедий». «Энни Холл» считается одним из лучших фильмов Вуди Аллена.
Черно-белый фильм «Манхэттен», представленный в 1979 году — знак любви и уважения любимому Нью-Йорку, город в фильме такой же главный персонаж как и другие действующие лица. Как и во многих других фильмах Аллена главные герои представители среднего класса, учёные, писатели. Хотя порой их претенциозная интеллектуальность кажется забавной, история полна неясных намёков, которые делают её менее доступной для основной части зрителей. Чувства любви и ненависти, которые испытывают герои этого фильма, становятся характерной чертой многих фильмов Вуди Аллена, включая «Преступления и проступки» и «Энни Холл».
В промежутке между работой над фильмами «Энни Холл» и «Манхэттен» Аллен пишет сценарий и снимает мрачную драму «Интерьеры» в духе поздних работ шведского режиссёра Ингмара Бергмана, одного из кумиров Вуди Аллена. Фильм «Интерьеры» рассматривался критиками как резкий переход от ранних комедий к более серьёзному кино (такому например как «Воспоминания о звёздной пыли» 1980 года).

#### 1980-е
Алленовские фильмы 1980-х годов, в том числе комедии, отливают унылыми красками и усложнены философским подтекстом. В некоторых («Сентябрь», «Воспоминания о звёздной пыли») чувствуется влияние работ европейских режиссёров, таких как Ингмар Бергман и Федерико Феллини.
В центре фильма «Воспоминания о звёздной пыли» — удачливый кинодеятель, сыгранный Вуди Алленом, который выражает презрение и негодование по отношению к своим фанатам. Удручённый смертью друга, заявив: «Я больше не хочу снимать смешные фильмы», — он начинает насмехаться над персонажами, появляющимися в картине, «особенно над теми, которых снимал раньше». Фильм при желании можно рассматривать как ремейк фильма Феллини «Восемь с половиной».
В середине 1980-х годов Аллен начал сочетать трагическое и комическое, как, например, в фильмах «Ханна и её сестры» (обладателя трёх премий «Оскар», сюжет которого сходен с чеховскими «Тремя сёстрами») и «Преступления и проступки» (отсылающем одновременно к «Преступлению и наказанию» и «Американской трагедии»), в котором он рассказывает две разные истории, в конце соединяющиеся в одну. К этому периоду относится продюсирование Алленом оригинальной трагикомической пародии в жанре мокьюментари «Зелиг».
В те же годы были сняты три фильма о шоу-бизнесе. Первый фильм — «Бродвей Дэнни Роуз», (в нём Вуди играет роль нью-йоркского менеджера). Второй — «Пурпурная роза Каира» (на похожую тему затем сняли фильм «Последний киногерой»), картина о значении кинематографа во время Великой депрессии для персонажей типа простушки Сесилии. И наконец Аллен снял «Дни радио» — фильм, повествующий о его детстве в Бруклине и о роли в тогдашней жизни радио. «Пурпурная роза Каира» была названа журналом Time одним из ста лучших фильмов всех времён, и сам Аллен назвал его одной из лучших своих картин, наряду с «Воспоминаниями о звёздной пыли» и «Матч-пойнтом».
В конце десятилетия Алленом были сняты фильмы в манере Ингмара Бергмана: «Сентябрь» (ремейк «Осенней сонаты») и «Другая женщина», в которой угадываются элементы из «Персоны».

#### 1990-е
- «Тропы славы»

В этот период Аллен много экспериментирует, играя с разными стилями и демонстрируя при этом свою литературную и кинематографическую эрудицию. Его работы содержат многочисленные отсылки к шедеврам Фрица Ланга 20-х годов, Орсона Уэллса, Чарльза Чаплина и других мастеров прошлого.
Фильм «Элис», сценарий которого готовился Алленом специально для Миа Фэрроу, производит впечатление современного варианта «Парижанки» Чарльза Чаплина (Вуди Аллен не раз упоминал, что неравнодушен к творчеству Чаплина).
Чёрно-белый мрачный фильм «Тени и туман» с музыкой Курта Вейля (1992), стал данью немецким экспрессионистам. Затем Аллен снял драму «Мужья и жёны» (1992), которая была хорошо принята критиками и получила две номинации на «Оскар»: «Лучшая женская роль второго плана» — Джуди Дэвис и «Лучший оригинальный сценарий» — Аллен. Картина «Загадочное убийство в Манхэттене» 1993 года содержала элементы триллера и чёрной комедии, а сыграли в фильме Дайан Китон, Алан Алда и Анжелика Хьюстон.
В середине девяностых Аллен вернулся к более веселым фильмам, как например «Пули над Бродвеем» (1994), который подарил ему номинацию на лучшего режиссёра. Затем появился мюзикл «Все говорят, что я люблю тебя» (1996). Песенные и танцевальные сцены в этой комедии похожи на номера Фреда Астера и Джинджер Роджерс.
Ещё одна лента «Могучая Афродита» (1995) — комедия, хотя и построенная по законам греческой трагедии, — принесла премию «Оскар» актрисе Мире Сорвино.
Настроение фильмов Аллена меняется в «Разбирая Гарри» (1997) и «Знаменитости» (1998).
Псевдобиография джазового музыканта «Сладкий и гадкий», созданная, как ранее «Зелиг», в жанре мокьюментари, также была номинирована на две премии «Оскар» в категориях «Лучшая мужская роль» (Шон Пенн) и «Лучшая женская роль второго плана» (Саманта Мортон).

#### 2000-е
«Мелкие мошенники» (2000) был его первым фильмом, снятым на студии DreamWorks. «Мелкие мошенники» имел относительный успех, собрав около 17 млн $ в США, но следующие 4 фильма Аллена не имели такого успеха, включая самый дорогой фильм Вуди Аллена «Проклятие нефритового скорпиона» с бюджетом более 33 млн $. «Голливудский финал», «Кое-что ещё», и «Мелинда и Мелинда», каждый из которых заработал по 5 млн $, получили плохие отзывы. Многие объясняли это тем, что якобы лучшие годы Вуди Аллена уже позади.

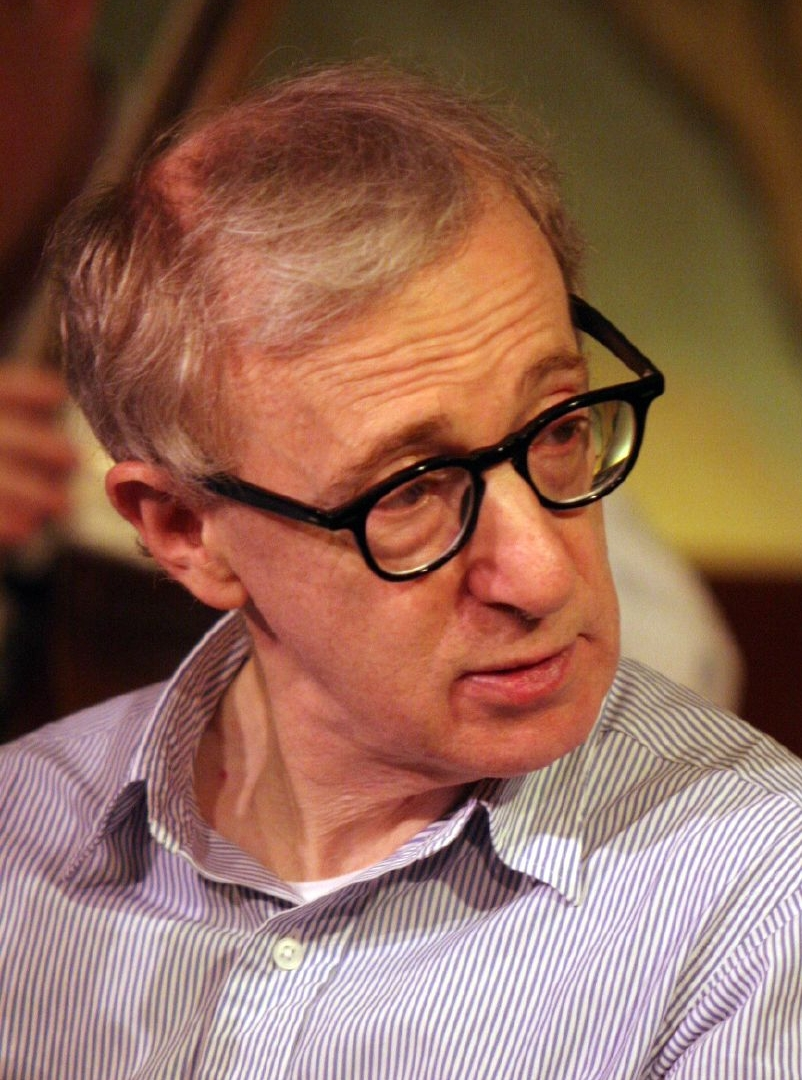
Вуди Аллен. Фотография 2006 года

«Матч-пойнт» (2005), снятый в Лондоне, стал одним из самых успешных фильмов Вуди Аллена за последние десять лет. Он получил в основном очень хорошие отзывы. В нём сыграли Джонатан Рис-Майерс и Скарлетт Йоханссон. Он более мрачен, чем первые четыре фильма Аллена под эгидой DreamWorks. В «Матч-пойнте» Аллен концентрирует внимание на высших интеллектуальных звеньях Нью-Йорка и их коллегах в Лондоне. Несмотря на то, что фильм отличается от типичной критикующей сатиры Аллена, он всё же не оставляет без критики социальные сферы. Это принесло удачу картине, которая заработала более 23 млн $ в США и около 62 млн $ за пределами страны. Также картина принесла Вуди Аллену его первые номинации с 1998 в категориях «Лучший сценарий» на «Оскар» и «Режиссура» и «Сценарий» на «Золотой глобус» (впервые с 1987-го). В интервью журналу Premiere Аллен заявил, что это его лучший фильм, снятый за всё время.
Аллен возвратился в Лондон, чтобы снять «Сенсацию», в котором тоже сыграла Скарлетт Йоханссон, а также Хью Джекман, Иэн Макшейн, Кевин Макнелли. Фильм вышел 28 июля 2006 года и получил разную критику. В английской столице он также снял «Мечта Кассандры» с участием Колина Фаррелла, Юэна Макгрегора и Тома Уилкинсона. Всего за два года до её выхода в кинотеатрах шёл «Матч-пойнт», а в далеком 1993 — «Преступления и проступки». Все три фильма почти идентичны в сюжетных ходах, к тому же являются вольными экранизациями «Преступления и наказания» и «Американской трагедии».
После окончания съёмок третьего лондонского фильма, Аллен перебрался в Испанию, где снял фильм под названием «Вики Кристина Барселона». Съёмки начались в июле 2007-го. В фильме — международные актёры, включая Скарлетт Йоханссон, Хавьера Бардема, Патришу Кларксон и Пенелопу Крус.
Аллен сказал, что он «таки остаётся в живых» на арене Европы, в странах которой у него много поклонников, в особенности во Франции. «В США многое изменилось, стало тяжело снимать хорошие малобюджетные фильмы, — сказал Аллен в 2004 году в интервью. — Алчным студиям безразличны хорошие фильмы: если получается хороший фильм — это, конечно, приятно, но их цель — фильмы, приносящие прибыль. Им нужны только картины за 100 млн долларов, собирающие 500 млн.»

#### 2010-е
В 2010 выходит фильм «Ты встретишь таинственного незнакомца», с Антонио Бандерасом, Джошом Бролином и Энтони Хопкинсом. Фильм имел небольшой успех, собрав больше 34 миллионов долларов.
В 2011 появляется «Полночь в Париже», романтическая комедия с Оуэном Уилсоном в главной роли. Фильм получил крайне положительные отзывы, собрал больше 150 млн долларов и 4 номинации на премию «Оскар». 26 февраля 2012 года на церемонии вручения Вуди Аллен был в четвёртый раз отмечен киноакадемией за лучший оригинальный сценарий, впрочем, он, по старой уже традиции, не явился тогда в Калифорнию. Также фильм был удостоен «Золотого глобуса».
2012 год ознаменовался сразу двумя фильмами с участием Вуди — «Римские приключения» и «Париж-Манхэттен». В первом случае Вуди вновь был режиссёром, сценаристом, а также, впервые с 2006 года — актёром. В «Приключениях» ключевые роли исполнили Алек Болдуин, Роберто Бениньи, Джесси Айзенберг, Пенелопа Крус. В другом же фильме Вуди исполнил роль камео, хотя всё действие построено на увлечении главной героиней картинами Аллена.
Новый фильм Аллена «Жасмин», над которым он работал осенью 2012 года, вышел в американский прокат 27 июня 2013 года под эгидой Sony Pictures Classics и был крайне тепло принят мировой кинопрессой.
В 2014 году Аллен был удостоен почётной премии «Золотой глобус» за жизненный вклад в мировое киноискусство.
С июля по август 2014 года в Ньюпорте, штат Род-Айленд, Аллен снимал картину «Иррациональный человек» с Хоакином Фениксом и Эммой Стоун в главных ролях. В его следующем фильме «Светская жизнь» были задействованы такие актёры, как Джесси Айзенберг, Кристен Стюарт и Блейк Лайвли. Первоначально главную мужскую роль должен был исполнить Брюс Уиллис, но уже во время съемок он был заменен на Стива Карелла. «Светская жизнь» стала фильмом открытия Каннского кинофестиваля 2016 года — это был третий раз, когда данный фестиваль открывал Вуди Аллен. Дистрибуцией картины занималась компания Amazon Studios. В январе 2015 года было объявлено, что Аллен напишет и срежиссирует ТВ-сериал для Amazon Studios; в сентябре 2016-го состоялась его премьера. Мини-сериал получил название «Кризис в шести сценах». Главные роли в нём исполнили Вуди Аллен, Майли Сайрус и Элейн Мэй. В это же время Аллен начинает снимать «Колесо чудес» — драматический фильм, действие которого разворачивается на Кони-Айленде в Нью-Йорке. Картина вышла в прокат в 2018 году. В основном актёрском составе можно было увидеть Кейт Уинслет, Джастина Тимберлейка, Джуно Темпл и Джеймса Белуши.
В октябре 2019 года в российский прокат вышла романтическая комедия Вуди Аллена «Дождливый день в Нью-Йорке». В центре истории — двое молодых людей в исполнении Тимоти Шаламе и Эль Фэннинг, которые приехали в большой город на выходные, чтобы провести время вместе. Но всё пойдет не по плану, ведь он встретит свою давнюю подругу (Селена Гомес), а девушку затянет в мир звёздной богемы… Также в фильме приняли участие Джуд Лоу, Диего Луна и Лев Шрайбер.

#### 2020-е
31 декабря 2020 года в России вышла комедия Аллена «Фестиваль Рифкина» с Уоллесом Шоном, Джиной Гершон и Луи Гаррелем в главных ролях. Сюжет фильма закручивается вокруг женатой пары, которая приезжает на кинофестиваль в Сан-Себастьяне. Магия старых фильмов, помноженная на испанский колорит, буквально затягивает героев в водоворот романтических приключений. И грань между реальностью и кино для них неожиданно стирается. В съёмках картины также приняли участие Кристоф Вальц, Елена Анайя и Серхи Лопес. В 2023 году Аллен выпустил свой первый фильм, целиком снятый на французском языке — «Счастливый случай», в котором снялись Лу де Лааж, Валери Лемерсье, Мелвиль Пупо, Нильс Шнайдер, Эльза Зильберштейн, Грегори Гадебуа и Гийом Де Тонкедек. Для режиссёра «Счастливый случай» станет юбилейным — пятидесятым полнометражным фильмом по счету. В сентябре 2025 года выходит первый роман Вуди Аллена «What’s with Baum?».

## Признание

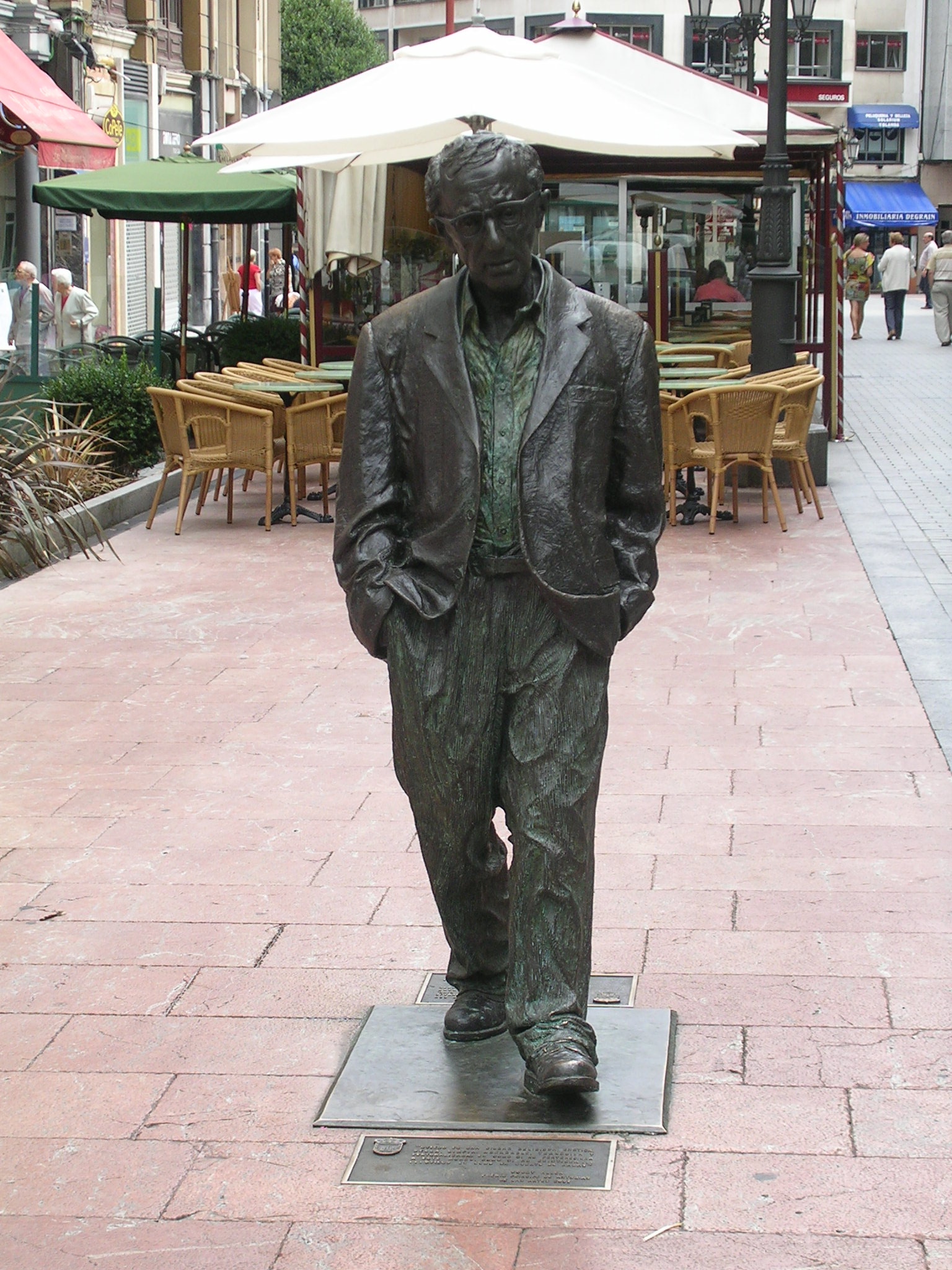
Статуя Вуди Аллена в городе Овьедо

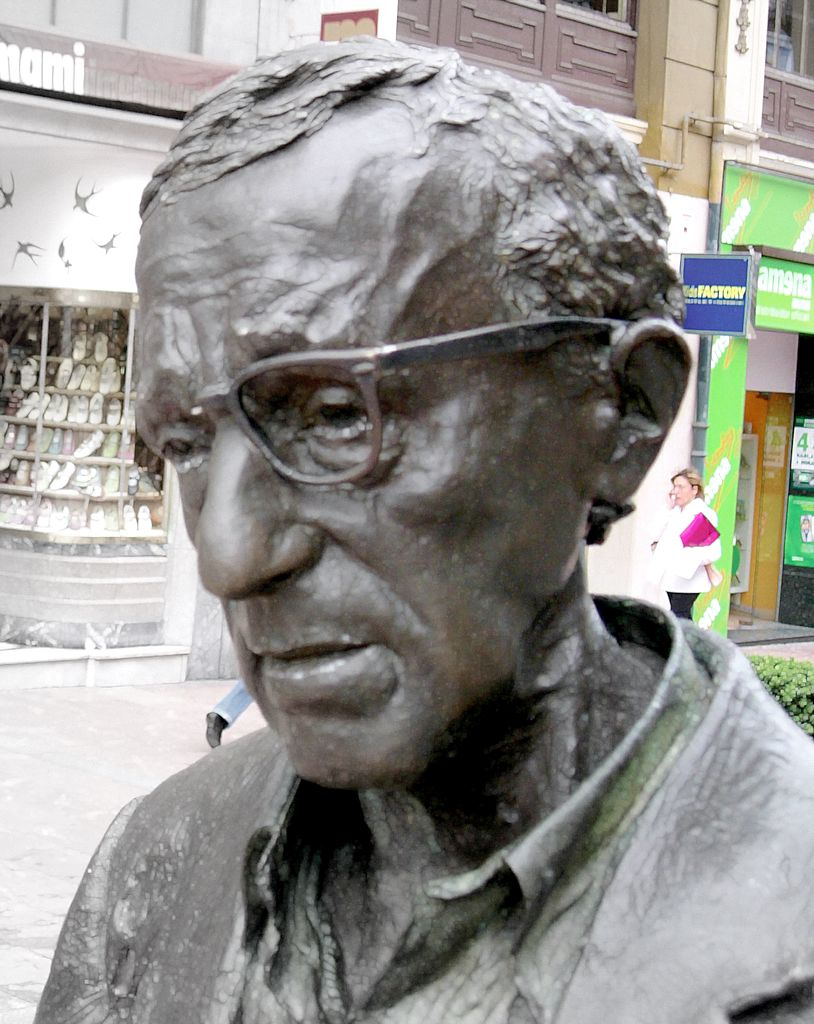
Голова статуи Аллена в Астурии

Аллен не посещает церемонии награждения премией «Оскар», даже когда на премию номинированы его собственные фильмы. Полученные статуэтки Аллен отдал родителям. Несмотря на это, Вуди Аллен удостоен многочисленных международных наград за режиссёрские и актёрские работы, а также сценарии. Почти каждый его фильм номинируется в нескольких категориях на премию «Оскар» и на другие. Премии неоднократно получали также актёры, участвовавшие в его постановках.
Голливудские звёзды почитают за честь сниматься в фильмах Аллена. Так, например, Майкл Китон согласился сниматься в фильме «Пурпурная роза Каира» за символическую плату (в итоге режиссёр предпочёл ему другого актёра).
Некоторые факты о признании и наградах Вуди Аллена:
- В конце 1960-х Аллен был уже признан ведущим комедиографом американского экрана и был достаточно популярным, чтобы его фото оказалось на обложке авторитетного журнала «Лайф» (1969).
- В 1977 году картина Аллена «Энни Холл» получила четыре премии «Оскар», в том числе как лучший фильм.
- В 1978 году Аллен получил премию О. Генри за рассказ «Случай с Кугельмасом», опубликованный в журнале «Нью-Йоркер» годом ранее.
- Крупный бельгийский документалист Андре Дельво в 1980 снял картину «Вуди Аллену — из Европы с любовью».
- Дважды Аллену доставалась премия «Сезар» за лучший иностранный фильм: сначала в 1980 за «Манхэттен», затем в 1986 за «Пурпурную розу Каира». Ещё семь его картин были номинированы на эту премию.
- «Пурпурная роза Каира» также получила «Золотой глобус» за лучший сценарий. Всего Аллен номинировался на эту премию десять раз в трёх номинациях.
- На Венецианском фестивале (1995) Вуди Аллен получил «Золотого льва» за вклад в кинематографическое искусство.
- Годом спустя Аллен получил аналогичную премию от Режиссёрской гильдии США.
- В 2002 Аллен получил премию принца Астурийского, а вскоре в столице Астурии городе Овьедо была водружена статуя режиссёра в полный рост[51].
- В том же году Аллен получил ещё одну премию за общий вклад в кинематографию, на этот раз редкую «Пальмовую ветвь пальмовых ветвей», вручаемую на Каннском кинофестивале. Помимо него, эта премия вручалась лишь в 1997 Ингмару Бергману.
- В 2005 году голосованием профессионалов, так или иначе работающих в жанре комедии, Аллену было отдано третье место среди лучших комиков всех времен (после Питера Кука и Джона Клиза)[52].
- В июне 2007 года барселонский Университет имени Помпеу Фабра избрал Вуди Аллена доктором философии honoris causa.
- Член Американского философского общества (2010). В 2014 году удостоен премии Сесиля Б. Де Милля Голливудской ассоциации иностранной прессы.
- Памятник Вуди Аллену был открыт в Калининграде (РФ). Скульптура в виде очков режиссёра была установлена в холле кинотеатра «Заря»[53][54].

## Фильмография
| Год  |   | Русское название                                             | Оригинальное название                                                   | Роль                                            |
| ---- | - | ------------------------------------------------------------ | ----------------------------------------------------------------------- | ----------------------------------------------- |
| 1965 | ф | Что нового, киска?                                           | What’s New Pussycat?                                                    | сценарист, актёр                                |
| 1966 | ф | Что случилось, тигровая лилия?                               | What's Up, Tiger Lily?                                                  | сценарист, режиссёр                             |
| 1969 | ф | Хватай деньги и беги                                         | Take the Money and Run                                                  | сценарист, режиссёр, актёр                      |
| 1971 | ф | Бананы                                                       | Bananas                                                                 | сценарист, режиссёр, актёр                      |
| 1972 | ф | Сыграй ещё раз, Сэм                                          | Play It Again, Sam                                                      | сценарист, актёр                                |
| 1972 | ф | Всё, что вы всегда хотели знать о сексе, но боялись спросить | Everything You Always Wanted to Know About Sex * But Were Afraid to Ask | сценарист, режиссёр, актёр                      |
| 1973 | ф | Спящий                                                       | Sleeper                                                                 | сценарист, режиссёр, актёр                      |
| 1975 | ф | Любовь и смерть                                              | Love and Death                                                          | сценарист, режиссёр, актёр                      |
| 1976 | ф | Подставное лицо                                              | The Front                                                               | актёр                                           |
| 1977 | ф | Энни Холл                                                    | Annie Hall                                                              | сценарист, режиссёр, актёр                      |
| 1978 | ф | Интерьеры                                                    | Interiors                                                               | сценарист, режиссёр                             |
| 1979 | ф | Манхэттен                                                    | Manhattan                                                               | сценарист, режиссёр, актёр                      |
| 1980 | ф | Воспоминания о звёздной пыли                                 | Stardust Memories                                                       | сценарист, режиссёр, актёр                      |
| 1983 | ф | Зелиг                                                        | Zelig                                                                   | сценарист, режиссёр, актёр                      |
| 1984 | ф | Бродвей Дэнни Роуз                                           | Broadway Danny Rose                                                     | сценарист, режиссёр, актёр                      |
| 1985 | ф | Пурпурная роза Каира                                         | The Purple Rose of Cairo                                                | сценарист, режиссёр                             |
| 1986 | ф | Ханна и её сестры                                            | Hannah and Her Sisters                                                  | сценарист, режиссёр, актёр                      |
| 1987 | ф | Дни радио                                                    | Radio Days                                                              | сценарист, режиссёр                             |
| 1987 | ф | Сентябрь                                                     | September                                                               | сценарист, режиссёр                             |
| 1988 | ф | Другая женщина                                               | Another Woman                                                           | сценарист, режиссёр                             |
| 1989 | ф | Нью-йоркские истории, новелла «Новый Эдип»                   | New York Stories: Oedipus Wrecks                                        | сценарист, режиссёр, актёр                      |
| 1989 | ф | Преступления и проступки                                     | Crimes and Misdemeanors                                                 | сценарист, режиссёр, актёр                      |
| 1990 | ф | Элис                                                         | Alice                                                                   | сценарист, режиссёр                             |
| 1991 | ф | Сцены в магазине                                             | Scenes From A Mall                                                      | актёр                                           |
| 1992 | ф | Мужья и жёны                                                 | Husbands and Wives                                                      | сценарист, режиссёр, актёр                      |
| 1992 | ф | Тени и туман                                                 | Shadows and Fog                                                         | сценарист, режиссёр, актёр                      |
| 1993 | ф | Загадочное убийство в Манхэттене                             | Manhattan Murder Mystery                                                | сценарист, режиссёр, актёр                      |
| 1994 | ф | Пули над Бродвеем                                            | Bullets Over Broadway                                                   | сценарист, режиссёр                             |
| 1995 | ф | Великая Афродита                                             | Mighty Aphrodite                                                        | сценарист, режиссёр, актёр                      |
| 1996 | ф | Все говорят, что я люблю тебя                                | Everyone Says I Love You                                                | сценарист, режиссёр, актёр                      |
| 1997 | ф | Разбирая Гарри                                               | Deconstructing Harry                                                    | сценарист, режиссёр, актёр                      |
| 1998 | ф | Знаменитость                                                 | Celebrity                                                               | сценарист, режиссёр                             |
| 1999 | ф | Сладкий и гадкий                                             | Sweet and Lowdown                                                       | сценарист, режиссёр                             |
| 2000 | ф | Мелкие мошенники                                             | Small Time Crooks                                                       | сценарист, режиссёр, актёр                      |
| 2000 | ф | Собрать по кусочкам                                          | Picking Up the Pieces                                                   | актер                                           |
| 2001 | ф | Проклятие нефритового скорпиона                              | The Curse of the Jade Scorpion                                          | сценарист, режиссёр, актёр                      |
| 2002 | ф | Голливудский финал                                           | Hollywood Ending                                                        | сценарист, режиссёр, актёр                      |
| 2003 | ф | Кое-что ещё                                                  | Anything Else                                                           | сценарист, режиссёр, актёр                      |
| 2004 | ф | Мелинда и Мелинда                                            | Melinda and Melinda                                                     | сценарист, режиссёр                             |
| 2005 | ф | Матч-пойнт                                                   | Match Point                                                             | сценарист, режиссёр                             |
| 2006 | ф | Сенсация                                                     | Scoop                                                                   | сценарист, режиссёр, актёр                      |
| 2007 | ф | Мечта Кассандры                                              | Cassandra’s Dream                                                       | сценарист, режиссёр                             |
| 2008 | ф | Вики Кристина Барселона                                      | Vicky Cristina Barcelona                                                | сценарист, режиссёр                             |
| 2009 | ф | Будь что будет                                               | Whatever Works                                                          | сценарист, режиссёр                             |
| 2010 | ф | Ты встретишь таинственного незнакомца                        | You Will Meet a Tall Dark Stranger                                      | сценарист, режиссёр                             |
| 2011 | ф | Полночь в Париже                                             | Midnight in Paris                                                       | сценарист, режиссёр                             |
| 2012 | ф | Римские приключения                                          | To Rome with Love                                                       | сценарист, режиссёр, актёр                      |
| 2012 | ф | Париж-Манхэттен                                              | Paris Manhattan                                                         | актёр                                           |
| 2013 | ф | Жасмин                                                       | Blue Jasmine                                                            | режиссёр, сценарист                             |
| 2013 | ф | Неверующие                                                   | The Unbelievers                                                         | актёр                                           |
| 2014 | ф | Под маской жиголо                                            | Fading Gigolo                                                           | актёр                                           |
| 2014 | ф | Магия лунного света                                          | Magic in the Moonlight                                                  | режиссёр, сценарист                             |
| 2015 | ф | Иррациональный человек                                       | Irrational Man                                                          | режиссёр, сценарист                             |
| 2016 | ф | Светская жизнь                                               | Café Society                                                            | режиссёр, сценарист                             |
| 2016 | с | Кризис в шести сценах                                        | Crisis in Six Scenes                                                    | режиссёр, сценарист, актёр                      |
| 2017 | ф | Колесо чудес                                                 | Wonder Wheel                                                            | режиссёр, сценарист                             |
| 2019 | ф | Дождливый день в Нью-Йорке                                   | A Rainy Day in New York                                                 | режиссёр, сценарист                             |
| 2020 | ф | Фестиваль Рифкина                                            | Rifkin’s Festival                                                       | режиссёр, сценарист                             |
| 2023 | ф | Великая ирония                                               | Coup de Chance                                                          | режиссёр, сценарист                             |
| 2023 | ф | Слай Сталлоне                                                | Sly                                                                     | В роли самого себя, хроника, в титрах не указан |

## Литературные произведения
- Вуди Аллен. Записки городского невротика, маленького очкастого еврея, вовремя бросившего писать = Notes Of the Urban Neurotic, small bespectacled Jew, who gave up writing before it was too late. — Симпозиум, 2002. — 339 с. — 5500 экз. — ISBN 5-89091-190-2. Архивировано 28 октября 2011 года.
- Вуди Аллен. Риверсайд-драйв: пьесы. — Москва: Издательство АСТ, 2014. — 192 с. — 7000 экз. — ISBN 978-5-17-083764-9.
- Аллен В. Без перьев. — М.: АСТ: Corpus, 2013. — 288 с. — ISBN 978-5-17-077723-5.
- Allen W. Mere Anarchy. — Ebury Press, 2007. — 163 с.